# Omicron Persei
Omicron Persei (detta anche ο Per) è una stella della costellazione di Perseo, che dista circa 1475 al dalla Terra. È anche chiamata Atik (oppure Ati, Al Atik), che in Arabo significa la spalla.

## Osservazione
La declinazione di Omicron Persei è 32° N, quindi la sua osservazione è più facile dalle regioni dell'emisfero boreale terrestre, dove si mostra molto alta sull'orizzonte nelle sere dell'autunno e dell'inizio dell'inverno, ossia quando Perseo raggiunge il punto più alto sull'orizzonte. Dall'emisfero australe l'osservazione risulta un po' penalizzata e risulta invisibile più a sud della latitudine 58° S.
Il periodo migliore per la sua osservazione cade nei mesi che vanno da settembre a marzo. Nell'emisfero nord è visibile anche per un periodo maggiore, grazie alla declinazione boreale della stella, che diventa circumpolare più a nord della latitudine 58° N.

## Caratteristiche fisiche
Atik è una stella binaria spettroscopica, formata da una gigante blu di classe spettrale B1 ed una stella bianco-azzurra di sequenza principale di tipo B3. Le due componenti ruotano l'una attorno all'altra in un periodo di 4,42 giorni. Questa coppia è catalogata come variabile ellissoidale rotante, dello stesso tipo di Spica che è la più luminosa di questa classe, e la sua luminosità varia da magnitudine +3,79 a +3,88.
Atik è anche una forte emettitrice di raggi X, il che suggerisce l'esistenza di gas a due differenti temperature. Un gas caldo ad una temperatura di tre milioni di kelvin viene quando i venti stellari delle due stelle si scontrano tra loro. Altro gas, con una temperatura ancora più alta, di  circa 16 milioni di kelvin, potrebbe  provenire da un certo tipo di corona estremamente calda.

## Omicron Persei nella finzione
Nella serie animata Futurama, ideata da Matt Groening nel 1999, nel dodicesimo episodio della prima stagione la Terra è attaccata da creature gigantesche provenienti da Omicron Persei VIII, ottavo pianeta dei 27 che orbitano attorno a Omicron Persei.